# ماركوس ماتياس
ماركوس ماتياس (بالإسبانية: Marcos Mathías) هو مدرب كرة قدم ولاعب كرة قدم فنزويلي في مركز الوسط، ولد في 12 مايو 1970 في ماراكاي في فنزويلا. شارك مع منتخب فنزويلا لكرة القدم. أما مع النوادي، فقد لعب مع نادي كارابوبو.

## وصلات خارجية
- ماركوس ماتياس على موقع الاتحاد الدولي (مؤرشف)  (الإنجليزية)
- ماركوس ماتياس على موقع قاعدة بيانات كرة القدم.إي يو (الإنجليزية)
- ماركوس ماتياس على موقع ناشيونال فوتبول تيمز (الإنجليزية)
- ماركوس ماتياس على موقع عالم كرة القدم.نت (الإنجليزية)